# План Савов—Нерезов
План Савов—Нерезов је бугарски оперативни план за војна дејства против Србије и Грчке, сачињен уочи Другог балканског рата 1913. године. Име носи по својим ауторима — помоћнику главнокомандујућег генералу Михаилу Савову и начелнику оперативног одјељења у Генералштабу пуковнику Стефану Нерезову.

## Предуслов и садржај
План је представљен врховној команди и од ње одобрен 18. маја 1913. године — дан након завршетка рата са Турском, када је сукоб чланица Балканског савеза око некадашњих европских посједа Турска у Македонији већ био јасан, одбијањем земаља да демобилишу своје армије и прихвате арбитражу великих сила. Бугарска команда је против српских трупа распоредила четири до пет армија којим је располагала. С обзиром на гомилање главнине српских снага у Македонији, бугарска команда се надала да ће релативно лако пресјећи њихову главну линију снабдијевања са Београдом преко Ниша, Врања и Куманова. У ту сврху, бугарска 1. армија морала је преко Књажевца да напредује долином Тимока и да заједно са 3. армијом заузме утврђени Пирот и Белу Паланку. Успјех ових операција требало је да отвори пут ка Врању за обје армије. Тако би српске трупе, која дјелују код Овче поља, биле притиснуте са сјевера истовременим нападнуте са југа од бугарске 4. армије, која је морала да пређе Брегалницу код Штипа, и бугарске 5. армије, која је дјеловала сјеверно од Осогова преко Криве Паланке. Против грчких трупа између доњег тока Вардара и Струме, план је одредио релативно слабу 2. армију. Њен задатак је био да задржи своје положаје на прилазу Солуну до првих успјеха против српских трупа, што би омогућило 4. армији да издвоји појачање (четири пјешадијске бригаде) за одлучно напредовање на тај град.

## Припреме
Према замисли Свова, одмах након потписивања Лондонског мирвног споразума, све бугарске трупе (са врлом малим изузецима) биле су преусмјерене из источне Тракије против још увијек формалних савезника Бугарске и за мање од мјесец дана стигле су и заузеле положаје у широком луку између Дунава, Вардара и Егејског мора, и то:
- 1. армија, која се састојала од двије пјешадијске дивизије (5. и 9.), у рејону Видин—Берковица;
- 2. армија, која се састојала од 3. и 11. пјешадијске дивизије, 1, бригаде 10. пејшадијске дивизије, Сјарске и Драмске бригаде, по линији Дојран—Орфано—Кавала;
- 3. армија, која се састојала од 1. и 13. пјешадијске и коњичке дивизије, између Сливнице, Цариброда и Трна;
- 4. армија, која је била најјача, састојала се од 2, 7. и 8. пјешадијске дивизије, двије бригаде из 3. и 4. дивизије и Македонско-једренског опочелнства, у троуглу Радовиш—Штип—Кочани;
- 5. армија, која се састојала од 4. и 12. пјешадијске дивизије, Једренске бригаде и других јединица у околини Ћустендила и Радомира;
- Шеста пјешадијска дивизија у Струмици, која је била стратешка резерва на располагању главној команди.

## Критика
Чим је план представљен, добио је критике начелника штаба активног састава. Генерал Иван Фичев је упозорио да се трупе распоређују без потребне концентрације за одлучујуће ударе и да ће постављање базе двије дивизије (1. армија) сјеверно од Старе планине, одвући их предалеко од Македоније, смањујући њихов утицај на главно поприште борбених дејстава. Ово мишљење поткрепљује и касније историјске студије, у којима се напомиње да Савов и Нерезов нису адекватно процијенили удаљеност, карактеристике терена и вријеме потребно за њихово савладавање. Као слабост плана истиче се и потцјењивање борбене способности грчке војске, што против српских трупа оставља несигурну позадину. Фичев препоручује концентрисање главно удара на грчке трупе, прије него што крене у офанзиву на српски фронт. Савов је наметнуо супротан редослијед дјеловања, узевши као приоритет пораз јачег противника — српске војске. Расипање бугарске војске прије почетка операције, ослањало се на скривање од српске команде правца главног удара преко Тимока и Јужне Мораве.
Упркос територијалним претензијама Турске (на Једрене) и Румуније (на јужну Добруџу), план Савов—Нерезов оставља границе са ове двије земље слабо чуване (16 пјешадијских и ополченских дружина и неке мање јединице). Приједлог Савова да би очекивани брзи успјех против Србије (улазак у Ниш четири дана послије почетка рата и опкољавање трупе у Македонији послије још пет) обесхрабрио и одвратио Истанбул и Букурешт од мијешања у војна дејства, у историографији се одбацује као неразумно.

## Спровођење
Спровођење плана је одложено пет дана након избијања борбених дејстава у Македонији 17. јуна због противљења кабинета Стојана Данева. И даље се надајући повољној руској арбитражи спора, влада је покушала да избјегне ескалацију рата и одбила је захтјев Савова за напредовање у Поморављу. Бугарске 1. и 3. армија су добиле дозволу да напредују ка Пироту и Врању тек 22. јуна, пошто је 2. армију потукла грчка војска код Кукуша и Лахне. Упркос почетним успјесима, три дана касније двије армије су заустављене и враћене на почетне положаје по наређењу новог главнокомандујућег генерала Радка Димитриева, како би дио њих био пребачен на бугарско-грчки фронт.